# Zbrojníky
Zbrojníky és un poble i municipi d'Eslovàquia que es troba a la regió de Nitra, al sud-oest del país. La primera menció escrita de la vila es remunta al 1303.

## Demografia
| Godina             | 1994 | 2004   | 2014   | 2024   |
| ------------------ | ---- | ------ | ------ | ------ |
| Nombre de persones | 541  | 497    | 493    | 488    |
| Diferència         |      | −8,13% | −0,80% | −1,01% |

| Godina             | 2023 | 2024   |
| ------------------ | ---- | ------ |
| Nombre de persones | 489  | 488    |
| Diferència         |      | −0,20% |